# Julia Revesz
Julia Revesz (24 gennaio 1983) è una schermitrice ungherese, specializzata della spada. Ha vimint di una medaglia d'argento ai campionati mondiali di scherma.